# سوک رپیدز (مینه‌سوتا)
سوک رپیدز، مینه‌سوتا (به انگلیسی: Sauk Rapids, Minnesota) یک شهر در ایالات متحده آمریکا است که در شهرستان بنتون واقع شده‌است.

## خصوصیات
سوک رپیدز ۱۶٫۴۵ کیلومترمربع مساحت و ۱۲٬۷۷۳ نفر جمعیت دارد و ۳۱۵ متر بالاتر از سطح دریا واقع شده‌است.